# 吳宏謀
吳宏謀（1955年—），臺灣交通界人士，雲林縣水林鄉人，曾任中華郵政董事長、交通部部長、行政院公共工程委員會主任委員、政務委員及高雄市副市長。

## 生平
吳宏謀是逢甲大學土木工程學士、高雄第一科技大學環境與安全衛生工程碩士、國立中山大學海洋環境及工程學系博士。
畢業後在臺南從事營建業，後轉往公務體系，經歷吳敦義、謝長廷、陳菊三位高雄市市長。受時任高雄市長陳菊大力栽培，於2014年4月升任高雄市副市長。同年7月31日爆發高雄氣爆事件，吳宏謀辭去副市長之職，轉任高雄市政府顧問，12月再度回任高雄市副市長。
2016年5月20日，蔡英文就任中華民國總統後，吳宏謀升任行政院公共工程委員會主委兼政務委員。2017年11月23日，吳轉任台灣港務公司董事長。2018年7月16日，吳再轉任交通部部長。
2018年10月21日，交通部部長吳宏謀因普悠瑪號列車出軌事故提出口頭請辭，但被行政院院長賴清德慰留。同年12月1日，吳在執政的民主進步黨於地方公職人員選舉敗選後再度提出口頭請辭，隨後請辭獲准。
2019年6月28日，接任中華郵政董事長；2024年8月21日卸任。

## 爭議
- 2014年高雄氣爆事故、2018年普悠瑪號列車出軌事故、2019年南方澳大橋斷裂事故（該橋樑自2016年起就未針對橋梁鋼索進行檢修）等案件皆於其任內職務發生，但日後仍能受到重用而被質疑[3][4][5][6]。
- 擔任交通部部長時曾建議高鐵延伸花東，其主張及規劃受到質疑，而時任宜蘭縣代理縣長陳金德則砲轟其遺漏宜蘭[7][8]。

## 家庭
- 吳宏碩：弟，前內政部營建署副署長。

## 外部連結
| 中華民國政府職務 | 中華民國政府職務                                                    | 中華民國政府職務                   |
| ---------------- | ------------------------------------------------------------------- | ---------------------------------- |
| 行政院           |                                                                     |                                    |
| 前任： 許俊逸    | 行政院公共工程委員會主任委員 第十二任 2016年5月20日－2017年11月23日 | 繼任： 吳澤成                      |
| 前任： 賀陳旦    | 交通部部長 第二十六任 2018年7月16日－2018年12月3日                  | 繼任： 王國材（代理） 正任：林佳龍 |